# Flor
|  | Per a altres significats, vegeu «Flor (desambiguació)». |

Una flor és l'estructura reproductiva característica de les plantes espermatòfit o fanerògames. La funció de la flor és produir llavors per a la reproducció sexual. Per a les plantes, les llavors són la pròxima generació, i serveixen com el principal mitjà amb el qual es perpetuen i propaguen les espècies. Aquestes llavors es formen a partir de la fusió d'una gàmeta femenina (òvul) i una de masculina (gra de pol·len).

## Descripció
Anatòmicament, la flor és un eix de creixement limitat (braquiblast), que porta lateralment, i densament disposats, òrgans que serveixen per a la reproducció. Aquests es troben poc o molt transformats a causa de la seva funció específica, principalment els estams i els carpels. Així, tots els processos del cicle reproductiu dels espermatòfits, des de la formació d'esporangis i espores fins a la maduració i disseminació de llavors, tenen lloc a la flor, o als òrgans associats. La funció de la flor és produir llavors per a la reproducció sexual. La flor és un òrgan que es va definint al llarg de l'evolució, en el si de grups no estretament relacionats, sota la pressió adaptada de millorar la reproducció en el medi aeri.

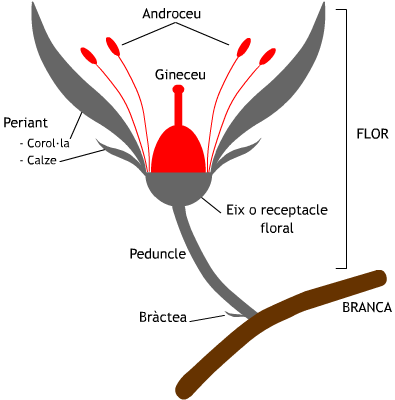
Parts de la flor

Tots els espermatòfits tenen flors que produeixen llavors, però l'organització interna de la flor és molt diferent en els dos principals grups d'espermatòfits: les gimnospermes vivents i les angiospermes. Les gimnospermes poden tenir pseudoflors que es reuneixen en estròbils, o la mateixa pseudoflor pot ser un estròbil de fulles fèrtils. La majoria de gimnospermes presenten flors unisexuals, sense perigoni; un altre aspecte és que, en les gimnospermes, sovint l'estructura i la interpretació difereix considerablement entre flors masculines i femenines de la mateixa planta. Per tot això, els autors anglosaxons consideren que la flor veritable comença amb les angiospermes o magnoliofitins. Per tant, una flor típica d'angiosperma està composta de quatre tipus de fulles modificades, tant estructuralment com fisiològica, per produir i protegir els gàmetes: sèpals, pètals, estams i carpels. Després de la fertilització, la flor dona origen, per transformació d'algunes de les seves parts, a un fruit que conté les llavors. El grup de les angiospermes, amb més de 250.000 espècies, és un llinatge de gran èxit evolutiu que representa la major part de la flora terrestre existent. La flor és el caràcter definidor del grup i és probablement un factor clau en el seu èxit evolutiu. És una estructura complexa el pla organitzacional de la qual és conservat en gairebé tots els membres del grup, tot i que presenta una enorme diversitat en la morfologia i fisiologia de totes i cadascuna de les parts que la componen. La base genètica i adaptativa d'aquesta diversitat s'està començant a comprendre en detall, igual que el seu origen, que data del Cretaci inferior, i la seva posterior evolució en estreta interrelació amb els animals que s'encarreguen de transportar els gàmetes.
Amb independència dels aspectes ja mencionats, la flor és un objecte important per als éssers humans. Al llarg de la història i de les diferents cultures, la flor sempre ha tingut un lloc en les societats humanes, sigui per la seva bellesa intrínseca o el seu simbolisme. De fet, es cultiven espècies per obtenir-ne flors des de fa més de 5.000 anys i, avui en dia, aquest art s'ha transformat en una indústria en contínua expansió: la floricultura.

## Origen de la flor
Actualment, es considera que la flor fou originada a partir d'un eix no ramificat que duu apèndixs fèrtils procedents de fulles transformades. Segons aquesta hipòtesi, estams i carpels serien microsporofil·les i megasporofil·les, respectivament. Aquesta teoria s'anomena teoria euàntica i té bona acceptació principalment per als cicadofitins i les angiospermes de flor primitiva, que mostren una estructura pinnada d'estams i carpels. Per contraposició, la teoria pseudàntica manté que la flor es deu haver originat per reducció progressiva de sistemes d'eixos ramificats, de manera que tant l'estam com el carpel serien d'origen caulinar i representarien una reducció molt marcada. És cert que els estams tenen, majoritàriament, estructura "de tija", i que es poden explicar com a òrgans radiats, capitats, principalment en les coníferes. Aquesta interpretació només té acceptació per al grup de les coníferes.

## Morfologia de la flor

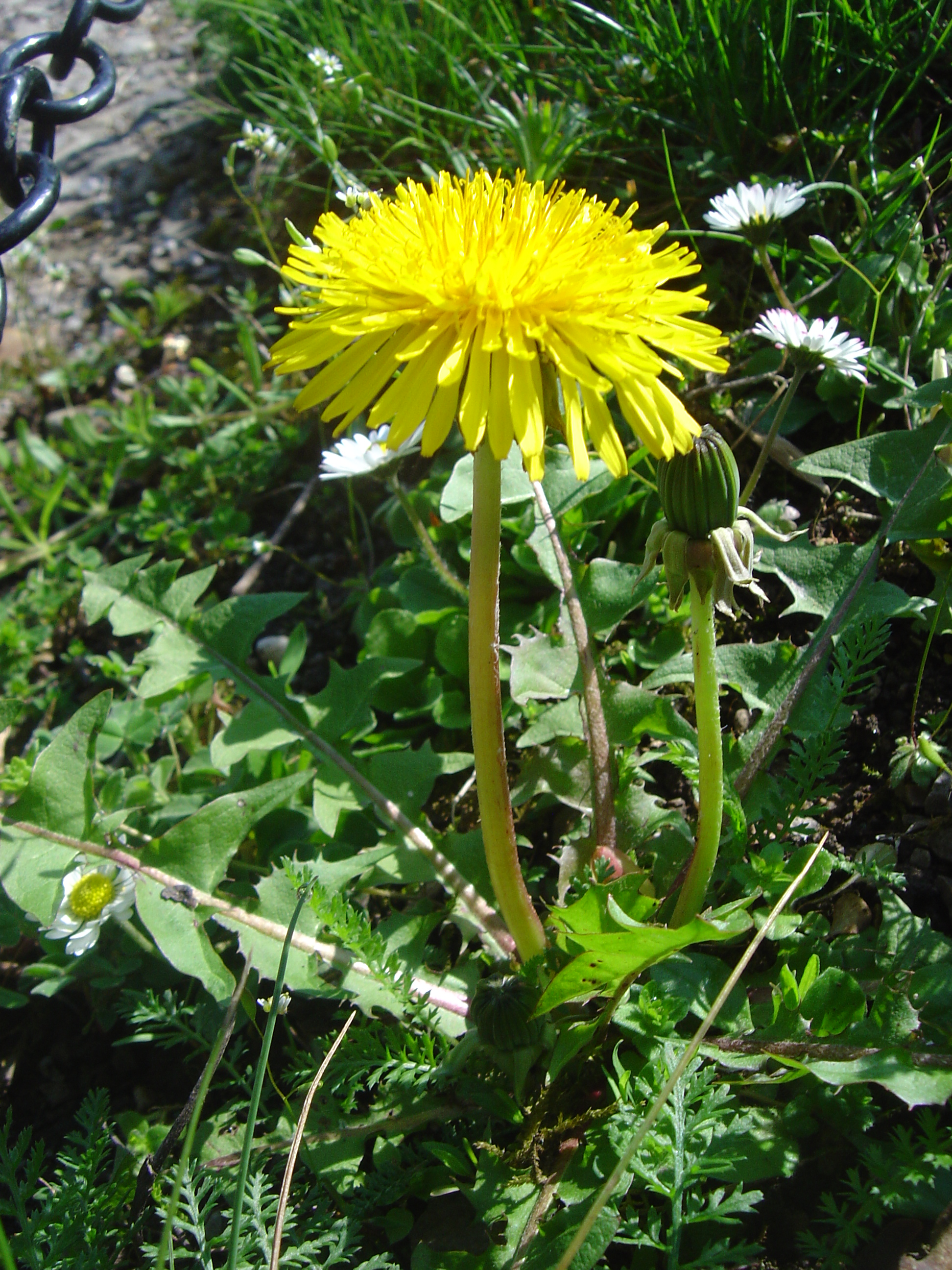
Taraxacum officinale, amb la seva inflorescència en capítol, o sigui, no és una flor sinó que cada un dels pètals (lígules) que veiem correspon a una flor diferent

Hi ha la beina o capell de la flor (llat. nympha). La poncella és la flora encara no desclosa.
Una flor és un brot o branca de creixement limitat que porta al seu àpex un nombre variable de fulles modificades anomenades antofil·les. L'eix d'aquest brot és generalment molt curt, amb entrenusos molt propers, de manera que sembla que els antofil·les s'insereixen al mateix nivell. La flor que no presenta les peces homòlogues al mateix nivell de l'eix floral, sinó disposades en una línia helicoidal s'anomena acíclica, i cíclica la que presenta les peces homòlogues als mateixos nivells de l'eix, i cada nivell és un verticil.
En la flor, s'hi pot trobar dos tipus bàsics d'antofil·les:
- Estèrils, que formen el periant. Generalment, el periant està format per dos tipus de peces:
  - Els sèpals, el conjunt dels quals forma el calze.
  - Els pètals, que formen la corol·la.

Quan entre les fulles estèrils no es pot diferenciar calze i corol·la, s'utilitza el terme perigoni (en comptes de periant) i les seves peces se les anomena tèpals (per contraposició a sèpals i pètals). Hi ha flors sense peces estèrils, i llavors se'n diuen flors aclamídies.
- Fèrtils, que són els elements essencials de la flor, ja que són les fulles portadores d'esporangis i on té lloc la funció reproductora de tota la planta. Poden ser-ne de dos tipus:
  - Estams, el conjunt dels quals forma l'androceu.
  - Carpels, que formen el gineceu.

Les flors s'originen a partir de brots que es troben en l'axil·la de les fulles (molt sovint transformades en bràctees). El més habitual és que les flors es presentin agrupades en conjunts més o menys aparents anomenats inflorescències, tot i que també les podem trobar separades com a flors solitàries. De vegades, és difícil distingir una inflorescència d'una flor. És el cas de la inflorescència de la dent de lleó (Taraxacum officinale), que sembla una flor solitària quan, en realitat, es tracta d'una inflorescència en capítol.

### Eix o tàlem floral

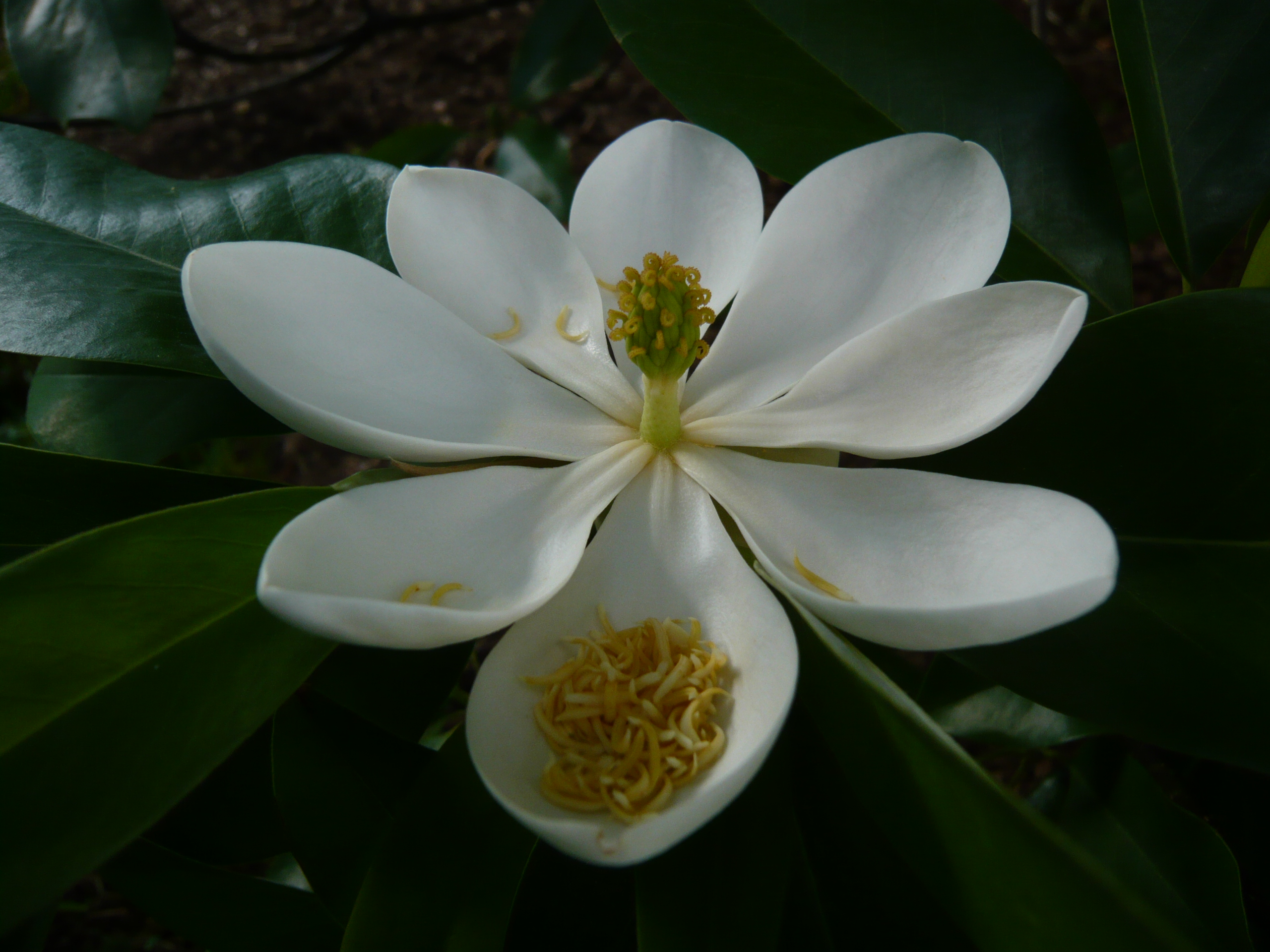
Flor de Magnolia virginiana amb l'eix floral allargat, característic de les angiospermes primitives

El tàlem (anomenat, també, receptacle) és l'òrgan on s'insereixen les peces de la flor (antofil·les). Totes les peces de la flor es disposen sobre l'eix floral que, de vegades, s'insereix directament a la tija (flor sèssil) i d'altres ho fa mitjançant un pedicel o peduncle més o menys llarg (flor pedunculada). Sovint, a la base del pedicel hi ha la fulleta transformada en una bràctea floral.
La disposició de les peces pot ser:
- Acíclica: les peces es troben l'una a continuació de l'altra, amb entrenusos molt curts, i de manera helicoidal. Aquest tipus de flor és una flor helicoidal o acíclica, com la de la magnòlia.
- Cíclica, en verticil, de manera que totes les peces d'un mateix tipus surten d'un sol nus. En aquest cas, hi ha una flor verticil·lada o cíclica, que poden tenir més d'un verticil de cada tipus de peces florals. L'esquema general, però, consta de quatre verticils, els dos primers corresponents a les peces del periant (calze i corol·la) i el tercer i quart a l'androceu i el gineceu, respectivament.

L'eix floral és allargat i més o menys cònic en les gimnospermes i les angiospermes primitives (com la Magnolia), però en el decurs de l'evolució s'ha anat escurçant fins a esdevenir pla o còncau i, en aquest cas, s'anomena receptacle floral. Aquests receptacles còncaus solen soldar-se amb la base del gineceu. Aquestes modificacions donen morfologies florals distintives, com les flors hipògines i epígines. Els tàlems en forma d'eix allargat solen dur les peces florals en disposició helicoidal, i en nombre gran i indefinit, mentre que els tàlems més reduïts les duen en verticils i en nombre més baix i fix.
| Antofil·les | Antofil·les en una flor verticil·lada |

### Simetria
- Flors actinomorfes (també dites regulars o radiades), amb més de dos plans de simetria. N'hi ha molts exemples en la nostra flora, com ara Borago officinalis, Hepatica nobilis, Caltha palustris (en la imatge)...
- Flors dissimètriques, amb dos plans de simetria perpendiculars i no equivalents. Un exemple és Hypecoum imberbe,[4] però no són gaire freqüents, tot i que la flor de les brassicàcies ho seria si prenem en consideració l'androceu a més del periant.
- Flors zigomorfes, amb un únic pla de simetria, com ara la flor de les lamiàcies i les fabàcies.
- Flors asimètriques, si no tenen cap pla de simetria com, per exemple, Canna indica (la canya d'Índies, utilitzada en jardineria).

L'evolució envers les flors zigomorfes representa una millora en l'adaptació als insectes pol·linitzadors més especialitzats (entomofília).

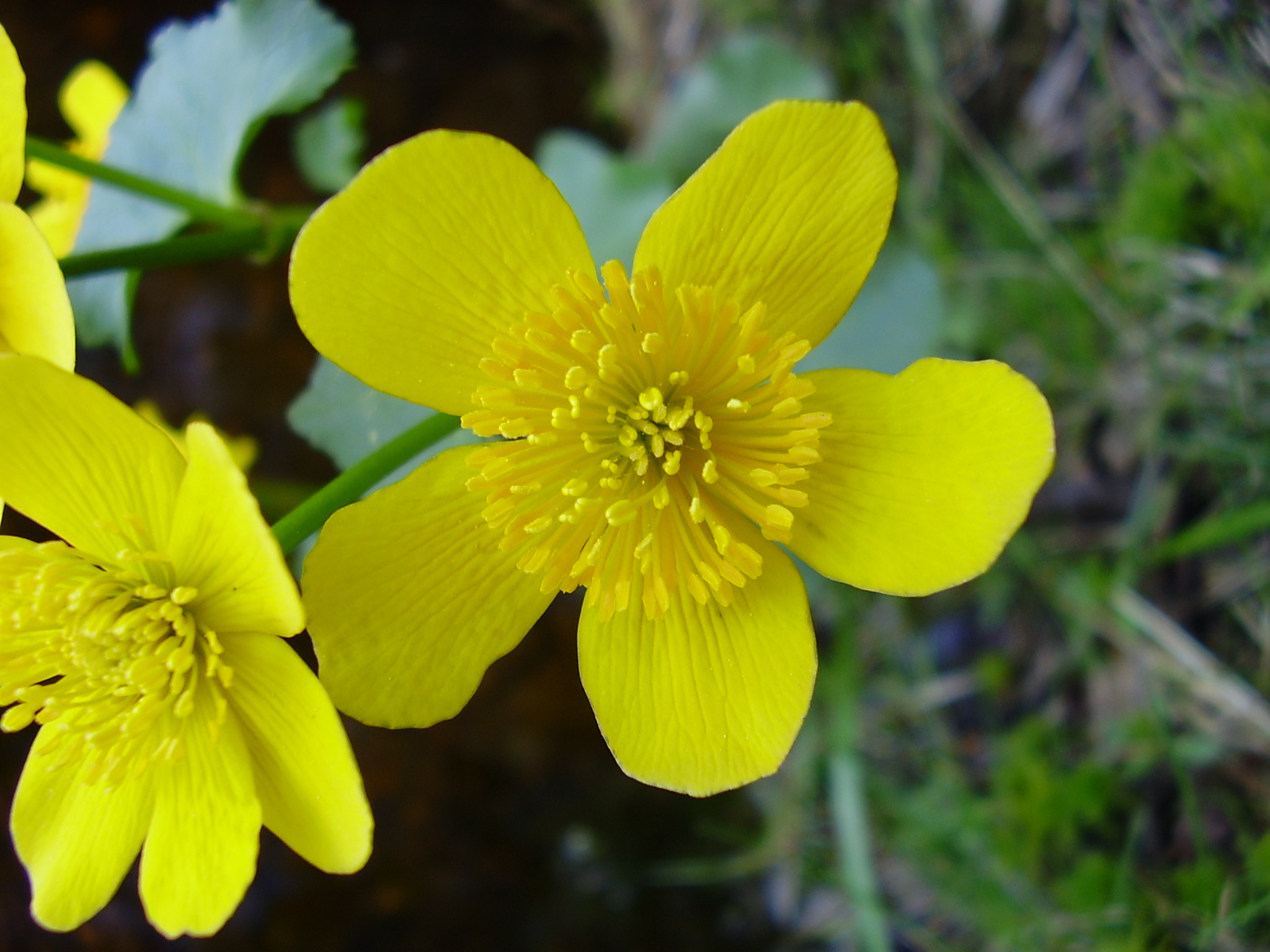
Flor actinomorfa (Caltha palustris)
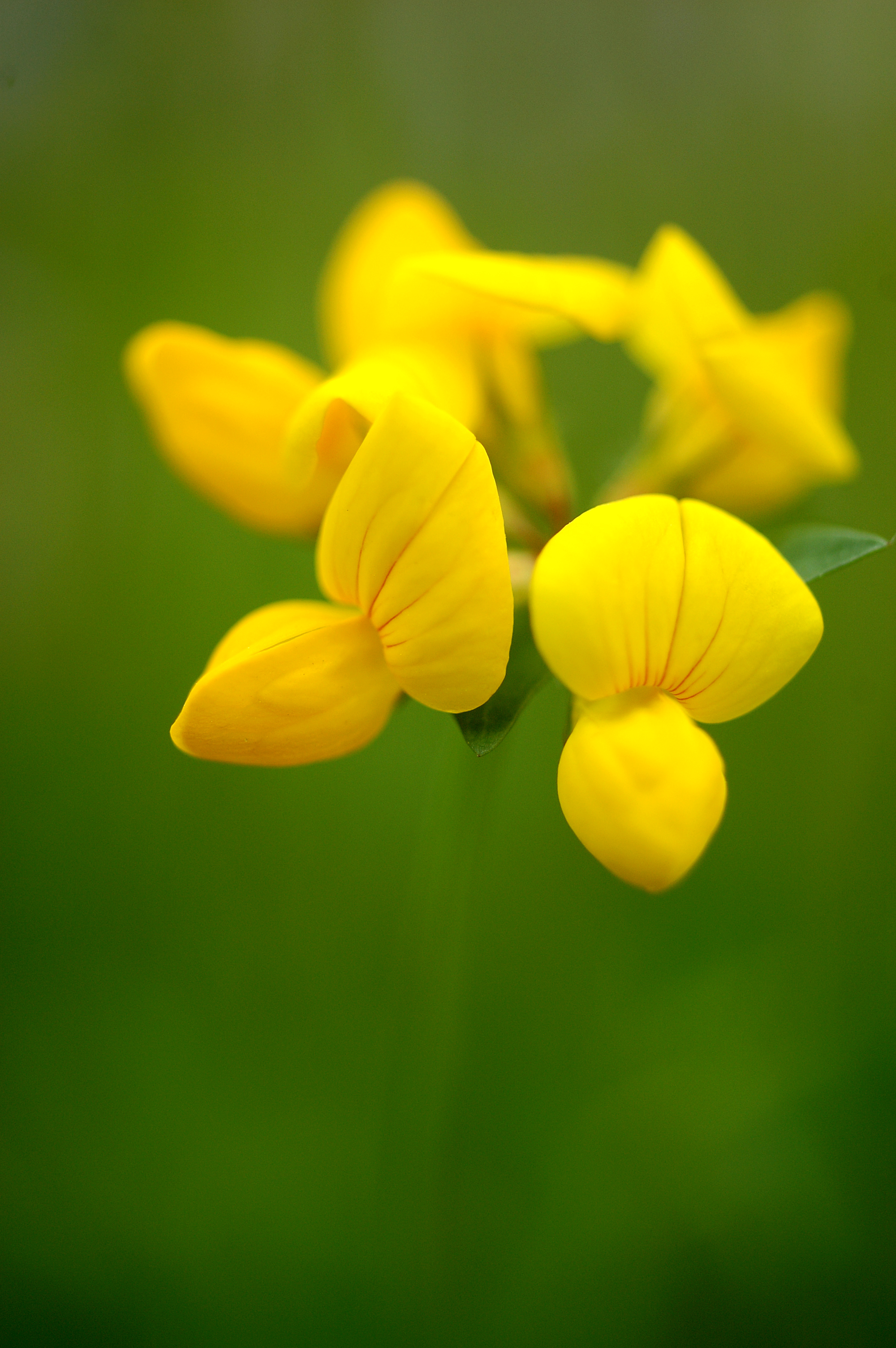
Flor zigomorfa (Lotus corniculatus)
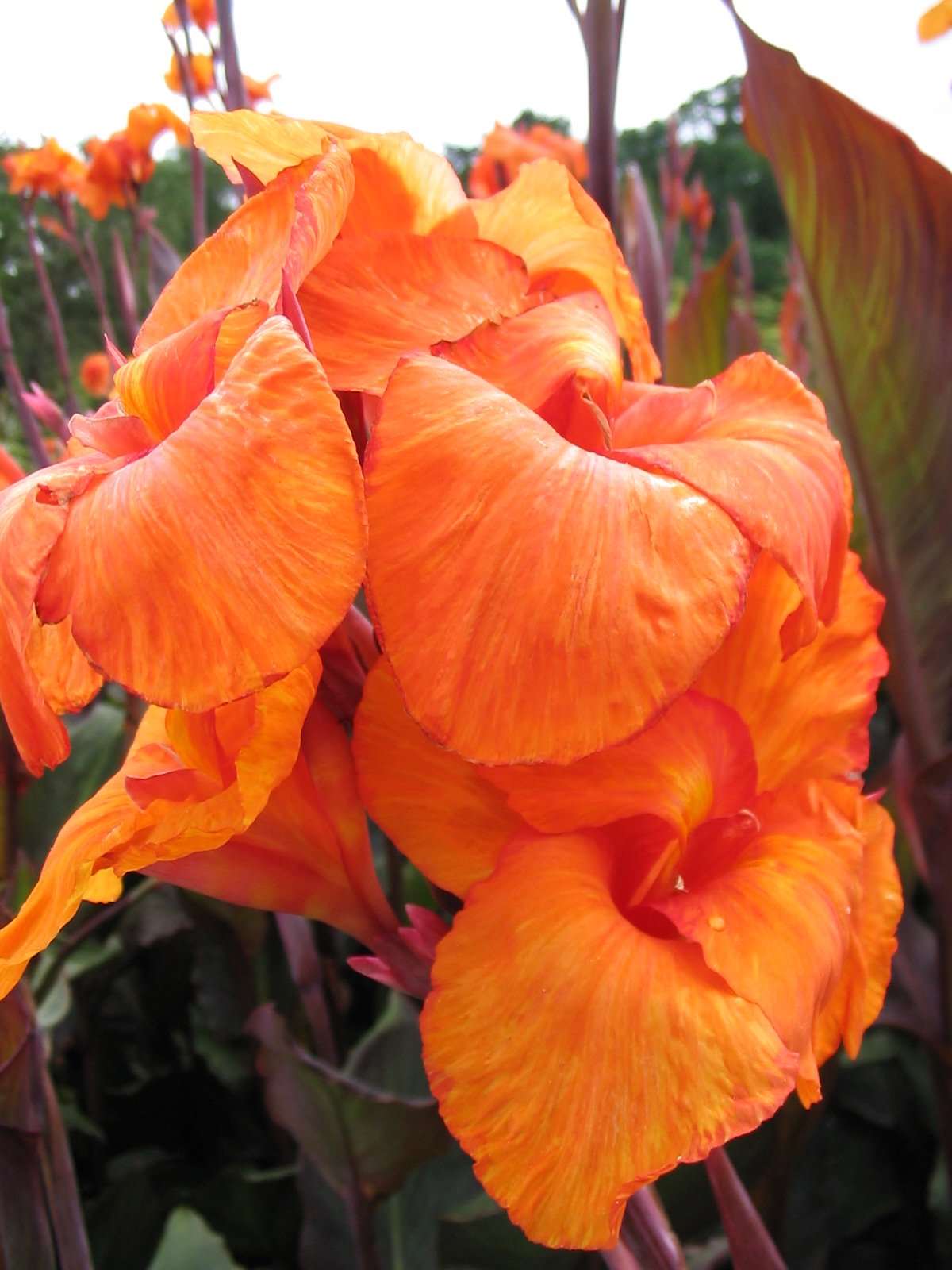
Flor asimètrica (Canna indica)

### Repartició de sexes
La major part de les flors són hermafrodites, és a dir, tenen gineceu i androceu alhora. Això no obstant, també són freqüents les flors unisexuals, que només tenen gineceu (flors femenines) o només androceu (flors masculines).
Entre les gimnospermes, les flors solen ser unisexuals; en canvi, les flors de les angiospermes són, habitualment, hermafrodites, exceptuant-ne alguns grups en els quals la pol·linització és anemòfila.
Segons la distribució de flors a la planta hi ha:
- Plantes monoiques, amb flors hermafrodites o els dos tipus de flors unisexuals al mateix peu. Exemple: Quercus ilex (alzina), Pinus (pi)...
- Plantes dioiques, amb flors unisexuals en peus separats. Exemple: Salix (salze).
- Plantes polígames, amb flors hermafrodites i unisexuals al mateix peu. Exemple: Fraxinus (freixe) o Ceratonia siliqua (garrofer).

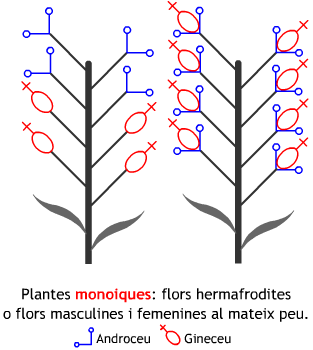
Plantes monoiques
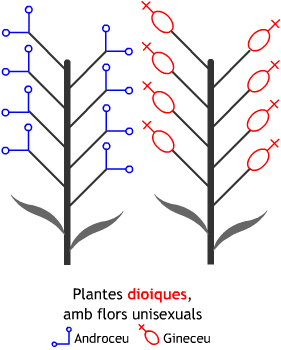
Plantes dioiques
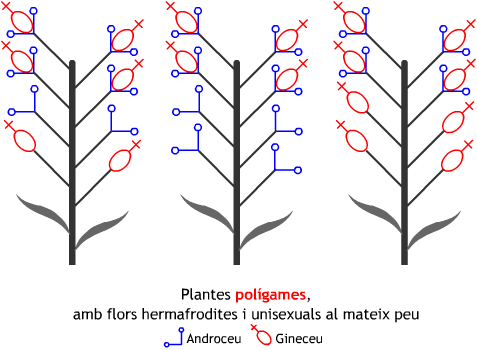
Plantes polígames

## Representació floral

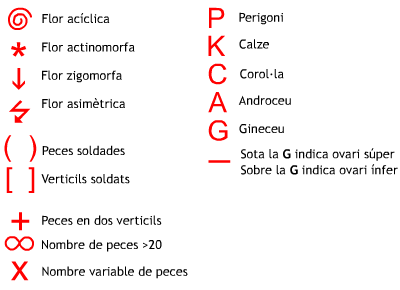
Simbologia utilitzada a les fórmules florals

Per a representar les característiques fonamentals d'una flor es pot utilitzar:
- La fórmula floral, un conjunt de símbols, lletres i números que expliquen la simetria de la flor, el nombre de peces per verticil, la soldadura de les peces, i la posició de l'ovari.[5]
- El diagrama floral, una projecció de la flor en què les peces més externes corresponen als verticils inferiors. S'hi representen el nombre de peces de cada mena, la soldadura i la posició relativa.

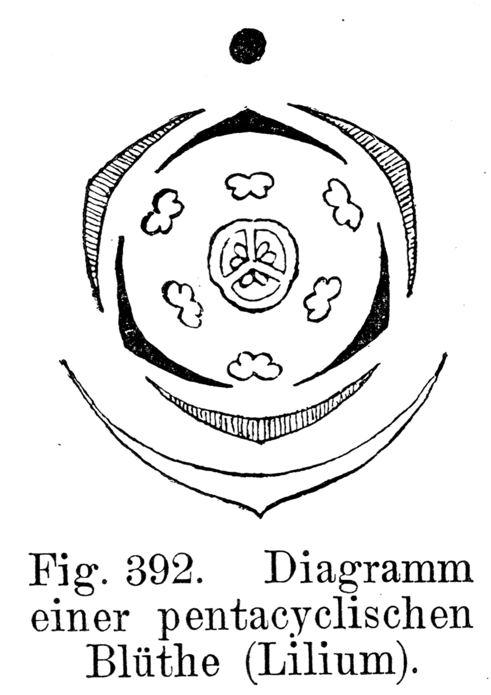
Diagrama floral de Lilium. Vegeu-ne la descripció al text

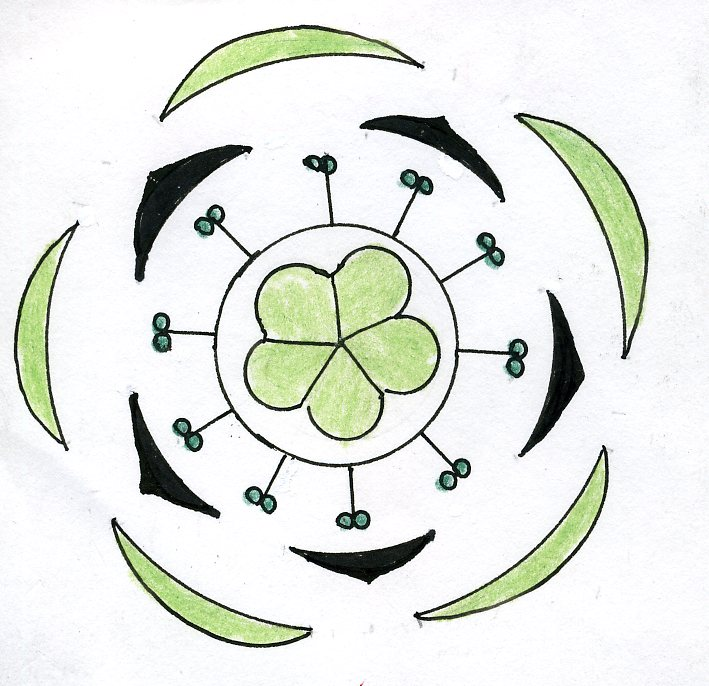
Diagrama floral dOxalis. Vegeu-ne la descripció al text

El diagrama floral és una representació gràfica de la disposició de les peces florals i de l'ordenació dels diferents verticils, en un tall transversal de la flor. Cada verticil es representa, per convenció, amb una circumferència concèntrica al voltant del gineceu, indicat per un tall a l'altura de l'ovari. Els sèpals es dibuixen com lúnules blanques, els pètals com lúnules negres o, de vegades, acolorides. Els estams se simbolitzen amb talls transversals d'antera, i el gineceu queda representat en el centre del diagrama per un tall transversal de l'ovari. Generalment, les peces d'un verticil alternen amb les peces del verticil anterior. Els estams poden estar oposats o alterns pel que fa als pètals. La soldadura entre les peces de cada verticil o de verticils oposats s'indica amb línies de punts.
Mitjançant aquests diagrames, queda ben manifesta l'estructura floral, se'n dedueix la seva simetria, el nombre de membres de cada verticil, i tractant-se dels sèpals i pètals, la seva prefloració, la seva soldadura o independència; l'androceu, la posició relativa dels estams respecte al periant, la seva concrescència o separació, la seva unió o autonomia pel que fa a la corol·la i la posició introrsa o extrorsa de les anteres. Del gineceu, es pot observar el nombre de carpel i de cavitats en l'ovari i la placentació dels òvuls.
En l'esquema de la dreta, s'observa el diagrama floral de Lilium, típic de la família de les liliàcies. El diagrama mostra que les flors són hermafrodites (tenen estams i pistil), actinomorfes (presenten diversos plans de simetria). El perigoni està format per 6 tèpals disposats en dos verticils trímers (és a dir, cada un d'aquests està format per tres peces), es troben separats entre si i lliures de les altres peces florals (es diu, llavors, dialitèpal). L'androceu presenta 6 estams disposats en 2 verticils també trímers, els filaments es troben separats entre si i lliures de les altres peces florals. L'androceu és diplostèmona (és a dir, que el verticil extern d'estams és oposat als tèpals externs i el cicle intern és oposat als tèpals interns). El gineceu és d'ovari súper i està format per 3 carpels connats, és trilocular. Els òvuls presenten placentació axil·lar. A l'esquema de sota, es pot observar el diagrama floral d'una oxalidàcia: Oxalis. Novament, s'aprecia que la flor és hermafrodita i actinomorfa, pentacíclica (és a dir, presenta 5 verticils florals) i pentàmera (cada cicle està compost per cinc peces).
La fórmula floral és una manera de representar simbòlicament l'estructura d'una flor mitjançant l'ús de lletres, nombres i altres signes. Típicament, s'utilitza la fórmula floral per a representar les característiques morfològiques de les flors d'una determinada família de plantes, més que d'una espècie en particular. Els següents són els símbols més utilitzats:
K = calze, per exemple, «K5» indica que la flor té 5 sèpals. 
C = corol·la, per exemple, «C3» vol dir que la flor presenta 3 pètals. 
Z = s'agrega si la corol·la és zigomorfa; exemple, «CZ» 6 = indica una corol·la zigomorfa amb 6 pètals. 
A = androceu, per exemple, «A ∞» vol dir que presenta molts estams. 
G = gineceu, així, « G(3) 1 ∞» indica un gineceu d'ovari súper (per això la "G" està subratllada), compost per 3 carpels units entre si (per això, el número tres es posa entre parèntesis), amb un sol lòcul i nombrosos òvuls per lòcul. La quantitat de lòculs de l'ovari s'indica com a subíndex del nombre de carpels, el nombre d'òvuls per lòcul s'indica com a exponent.
Una fórmula floral, llavors, adquireix una forma com la següent, típica de la família de les liliàcies:
K3 C3 A6  G (3) 3∞ 
La qual indica que les flors d'aquesta família presenten 3 sèpals, 3 pètals, un androceu amb 6 estams i un gineceu d'ovari súper format per 3 carpels units entre si, amb tres lòculs i nombrosos òvuls per lòcul.
La fórmula floral que descriu simbòlicament l'estructura floral d'Oxalis, prèviament descrita, és:
 K5 C5 A10  G (5)₅ ∞ 

## Evolució de la flor
Les primeres llavors fòssils (produïdes dins flors) provenen del Devonià, període en el qual les plantes dominants eren els pteridòfits. Els espermatòfits o plantes amb flors provenen d'un grup de pteridòfits que va desaparèixer cap a finals del Devonià.
Del Cretaci és el gènere, descobert a Catalunya, Montsechia, la més antiga flor coneguda.
Les flors es van originar per segregació de les fulles fèrtils, portadores d'esporangis, que es van anar agrupant helicoidalment a l'extrem de branques curtes. A l'article destinat als espermatòfits(Cicle de vida i estructures reproductives) s'explica l'evolució des dels pteridòfits (que presenten alternança de generacions amb gametòfits i esporòfits) fins a l'aparició de la flor que, segons aquesta teoria, conté al seu interior els vestigis dels esporangis i els gametòfits (que són endospòrics, es desenvolupen dins de l'espora que els conté).
Progressivament, aquestes branques i els entrenusos es van anar escurçant i van aparèixer altres modificacions, com ara un periant que embolcallava les fulles fèrtils.
La taula següent recull les característiques florals considerades "primitives" envers les considerades "avançades".
En general, en l'evolució de la flor s'observen unes tendències generals, que han actuat amb incidència diferent segons els diversos grups, en sentits no sempre constants; algunes fins i tot s'han invertit, secundàriament. Esquemàticament, són les següents:
| Primitives | Avançades |
| --- | --- |
| - Moltes peces - Nombre indefinit de peces - Peces lliures - Disposició helicoidal - Sèpals, pètals, estams i carpels presents a la mateixa flor - Bisexual (hermafrodita) - Ovari súper - Simetria regular (actinomorfa) | - Poques peces - Nombre definit de peces - Peces soldades - Disposició verticil·lada - Pèrdua de sèpals, pètals, estams o carpels - Unisexual - Ovari ínfer - Simetria irregular (zigomorfa) |
| Segons HEYWOOD, Vernon H. Las plantas con flores. Barcelona: Editorial Reverté, 1985. 332 p. ISBN 84-29119205. | |

## Desenvolupament floral
Un moment crític en el cicle vital de les plantes amb flor és aquell en què realitzen la transició de la fase juvenil a la fase reproductiva. Per aconseguir reproduir-se amb èxit, és imprescindible, d'una banda, que la floració es produeixi en sincronia amb altres membres de la mateixa espècie i, d'altra banda, que la planta hagi assolit un cert nivell de creixement que li permeti afrontar la despesa energètica implicada en el procés de formació de flors, fruits i llavors. Per tant, la planta ha d'integrar informació ambiental i endògena abans de patir la transició. Entre els factors externs que més influeixen en la floració, es troben la llum (tant la intensitat lumínica com la duració del lapse diari d'hores de llum o fotoperíode) i la temperatura. Aquest últim factor té un paper doble. D'una banda, les temperatures més altes incrementen la taxa de creixement i diferenciació de les plantes, accelerant-ne la transició al període de floració. D'altra banda, moltes plantes necessiten ser exposades transitòriament a temperatures molt baixes durant la fase vegetativa o juvenil per a poder florir, un procés anomenat vernalització. A més d'aquests factors externs, també tenen un paper important factors endògens com el rellotge circadiari i algunes hormones com les giberel·lines, l'àcid salicílic i l'àcid abscíssic. Així doncs, la planta model Arabidopsis thaliana floreix més ràpidament quan els dies s'allarguen (es diu que és una planta de dia llarg), ja ha patit la vernalització (ha estat exposada al fred durant l'hivern) i la temperatura ambient augmenta, és a dir, igual que una miríada d'altres espècies, la floració d'Arabidopsis és induïda per les condicions que s'observen en la primavera.
L'anàlisi genètica de mutants amb el temps de floració alterat ha permès disseccionar la inducció de la floració en almenys quatre vies de senyalització: la primera s'activa quan els dies són llargs; la segona funciona fonamentalment quan els dies són curts i depèn de les giberel·lines; la tercera participa en la regulació de la floració en resposta a la temperatura ambiental; i la quarta està implicada en la vernalització.
Quan la planta arriba a l'estat reproductiu del desenvolupament, algun o tots els meristemes apicals del seu brost deixen d'iniciar fulles normals i comencen a produir parts florals segons la seqüència característica de l'espècie en qüestió i amb un nombre variable de bràctees situades entre les fulles i la flor. En aquest procés, els meristemes apicals passen de tenir un creixement indeterminat a tenir-ne un de determinat, car la formació de la flor és generalment l'esdeveniment final de l'activitat d'un meristema apical. En les plantes anuals, l'advent de l'estat reproductiu també significa un acostament a la consumació de tot el cicle de vida. En les plantes perennes, la floració es repeteix un nombre variable de vegades que depèn de la longevitat de l'espècie.
Una flor es pot originar a l'àpex del brost principal o al de les branques laterals, o als dos llocs alhora. En moltes espècies, el canvi cap a la floració inclou la formació d'una inflorescència. Un fenomen observat sovint durant la iniciació de l'estat reproductiu és un brusc i ràpid allargament de l'eix. Aquest creixement és particularment important en plantes d'hàbit en roseta durant el període vegetatiu, com ara les gramínies o les plantes bulboses.
Els òrgans florals s'inicien com a fulles normals per divisions periclinals de cèl·lules situades més o menys profundament per sota de la protodermis o en la mateixa protodermis. Les divisions inicials periclinals són seguides per d'altres, incloent-hi d'anticlinals, i el primordi es converteix en una protuberància. Els sèpals s'assemblen més a les fulles normals al seu inici i desenvolupament. El tipus de creixement dels pètals també és més o menys similar al de les fulles. Els estams s'originen com a estructures gruixudes i curtes, desenvolupant-se després el filament per creixement intercalar. El desenvolupament del gineceu varia en detall en relació amb la unió dels carpels entre si i amb altres parts florals. Si els carpels no estan units, el primordi del carpel individual s'inicia en un punt per divisions periclinals a l'àpex, que després es propaguen adaxialment. El creixement cap amunt, comparable al marginal en una fulla, eleva el carpel com una estructura en forma de bossa. Als ovaris sincàrpics, els carpels s'originen com a primordis individuals o conjuntament com una unitat estructural.

### Biologia molecular del desenvolupament floral

Diagrama de l'expressió diferencial dels gens A, B i C en els diferents verticils d'una flor dArabidopsis

La definició de flor mencionada al principi d'aquest article s'emmarca dins del context de l'anomenada "teoria foliar", que suggereix que totes les peces florals són fulles estructuralment modificades i funcionalment especialitzades en la reproducció o la protecció. La formulació d'aquesta teoria començà el 1790 quan Goethe publicà la seva obra anomenada Un intent d'interpretar la metamorfosi de les plantes (Versuch die Metamorphose der Pflanzen zu erklaren). En aquest llibre, que consistia en 123 paràgrafs enumerats, Goethe escrigué:
| « | "[…] també hauríem de dir que un estam és un pètal contret, com que un pètal és un estam en expansió; o que el sèpal és una fulla caulina contreta aproximant-se a un cert estat de refinament, com que una fulla caulinar és un sèpal expandit per l'influx de sucs més bastos". | » |

Gairebé 200 anys després d'aquesta publicació, la biologia molecular i la biologia evolutiva del desenvolupament han inventat eines per descodificar l'estructura molecular bàsica del desenvolupament floral. Una de les fites d'aquestes disciplines ha estat la descripció de l'anomenat model "ABC", un model genètic simple i elegant per a explicar la determinació de la identitat dels òrgans florals, confirmat pel descobriment de la profunda homologia i conservació dels gens implicats en el model, pertanyents a tàxons que divergiren ja fa milions d'anys.
El model ABC del desenvolupament floral fou proposat com a model explicatiu del conjunt de mecanismes genètics que donen lloc a l'establiment d'identitats d'òrgan en Arabidopsis thaliana, com a representant de les ròsides i d'Antirrhinum majus, pertanyent al clade de les astèrides. Ambdues espècies tenen quatre verticils (sèpals, pètals, estams i carpels), definits per l'expressió diferencial en cada verticil d'una sèrie de gens homeòtics. El model ABS estableix que la identitat dels òrgans presents en aquests quatre verticils florals és conseqüència de la interacció de com a mínim tres tipus de productes gènics de funcions diferents. D'aquesta manera, els sèpals es caracteritzen per l'expressió exclusiva de gens A; en els pètals, en canvi, es coexpressen els gens A i B; en els estams, els gens de funció B i C estableixen la seva identitat; i en els carpels només cal l'activitat de gens de funció C. A més, els gens A i C són antagonistes recíprocs.
El fet que aquests gens homeòtics determinen la identitat d'òrgan es posa de manifest quan un gen representant d'una determinada funció, per exemple l'A, no s'expressa. Així, en Arabidopsis, aquesta pèrdua causa l'aparició d'una flor composta per un verticil de carpels, un altre d'estams, un segon d'estams, i un segon de carpels. S'ha proposat, a més de les ja mencionades funcions A, B i C, l'existència d'unes de suplementàries: la D i la E. La funció D especificaria la identitat de l'òvul, com una funció reproductiva separada del desenvolupament dels carpels i posterior en aparició a la determinació d'aquests últims. La funció E correspondria a un requisit fisiològic propi de tots els verticils florals, tot i que inicialment fou descrita com a necessària per al desenvolupament dels tres verticils més interns (funció E sensu stricto). No obstant això, la seva accepció sensu lato suggereix que és requerit en els quatre verticils. D'aquesta manera, quan es perd la funció D, els òvuls passen a ser estructures similars a fulles, i quan es perd la funció E sensu stricto, els òrgans florals dels tres verticils més interns es transformen en sèpals, mentre que, si es perd la funció E sensu lato, tots els verticils són similars a fulles.
Així doncs, el model ABC explica els aspectes més importants del desenvolupament floral, des dels més teòrics (una posada al dia de les idees de Goethe) fins als més pràctics, com ara la manipulació dels gens ABC per a produir flors amb qualsevol tipus de combinació de peces florals.

## Gastronomia

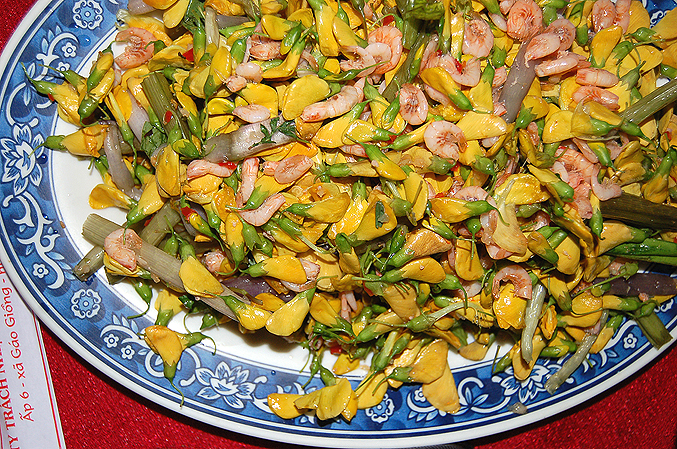
Plat de la cuina del Vietnam a base de gambes i flors de Sesbania bispinosa

Hi ha moltes flors, o parts de flors, que són comestibles. Generalment, però, no són tan importants en la dieta com ho poden ser altres parts de les plantes com les fulles, els fruits i les rels. Entre les flors més comunes de la gastronomia tradicional, hi ha la carxofa, la coliflor i el bròquil, que són inflorescències cultivades.
Les flors de la borratja se solen menjar bullides amb les fulles i tiges. També s'utilitzen soles per a decorar plats o postres, car contenen un dels pocs colorants blaus naturals no tòxics. Les flors de la caputxina (Tropaeolum majus), planta de jardí molt comuna al litoral mediterrani, es mengen en amanida, donant un toc de color molt original.
Altres flors són populars en la gastronomia d'alguns països, segons la zona i l'estació. A Itàlia, és costum menjar la flor del carbassó fregida. Al subcontinent indi, la flor de baqueta (Moringa oleifera), blanca i aromàtica. Al sud-est asiàtic, la Sesbania grandiflora i la Sesbania bispinosa tenen importància gastronòmica.
Altres flors es prenen en infusió, com la camamilla vera, la camamilla romana o la til·la, que és el conjunt de flors i les bràctees del til·ler.